# Plecia decora
Plecia decora är en tvåvingeart som beskrevs av Hardy 1950. Plecia decora ingår i släktet Plecia och familjen hårmyggor. Inga underarter finns listade i Catalogue of Life.